# Рјечка (Римавска Собота)
Рјечка (слч. Riečka) насељено је мјесто са административним статусом сеоске општине (слч. obec) у округу Римавска Собота, у Банскобистричком крају, Словачка Република.

## Становништво
| Година:    | 1994. | 2004.   | 2014.   | 2024.   |
| ---------- | ----- | ------- | ------- | ------- |
| Број људи: | 240   | 235     | 234     | 220     |
| Разлика:   |       | -2,08 % | -0,42 % | -5,98 % |

| Година:    | 2023. | 2024.   |
| ---------- | ----- | ------- |
| Број људи: | 215   | 220     |
| Разлика:   |       | +2,32 % |

Према подацима о броју становника из 2011. године насеље је имало 231 становника.